# Hoa hậu Quốc tế 1984
Hoa hậu Quốc tế 1984 là cuộc thi Hoa hậu Quốc tế lần thứ 24, được tổ chức vào ngày 30 tháng 10 năm 1984 tại Kanagawa Kenmin Hall, Yokohama, Nhật Bản. 46 thí sinh tham gia cuộc thi năm nay. Trong đêm chung kết, Hoa hậu Quốc tế 1983 Gidget Sandoval đến từ Costa Rica đã trao lại vương miện cho người kế nhiệm, cô Ilma Julieta Urrutia Chang đến từ Guatemala.

## Kết quả

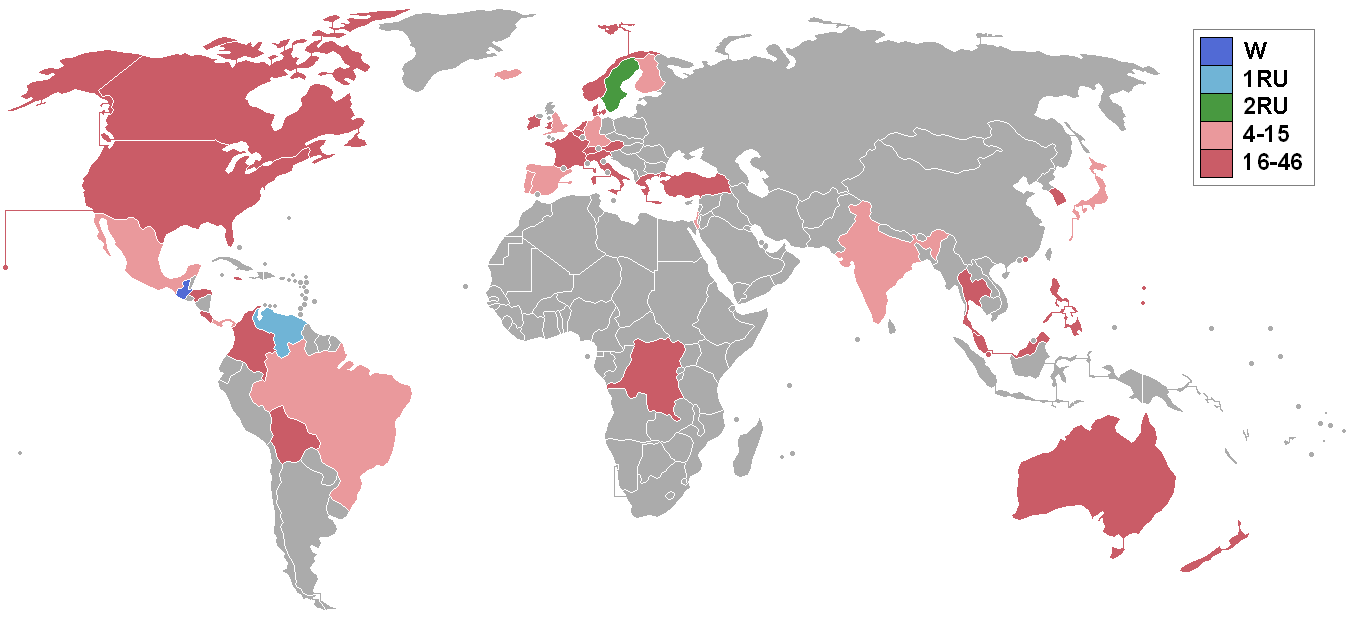
Các quốc gia và lãnh thổ tham gia Hoa hậu Quốc tế 1984 và kết quả.

### Thứ hạng
| Kết quả              | Thí sinh |
| -------------------- | --- |
| Hoa hậu Quốc tế 1984 | - Guatemala - Ilma Julieta Urrutia Chang |
| Á hậu 1              | - Venezuela - Miriam Leyderman |
| Á hậu 2              | - Thụy Điển - Gunilla Maria Kohlström |
| Á hậu 3              | - Mexico - Adriana Margarita González García |
| Á hậu 4              | - Tây Ban Nha - Soledad Marisol Pila Balanza |
| Top 15               | - Brazil - Ana Glitz - Anh - Karen Lesley Moore - Phần Lan - Tiina Johanna Kaarina Laine - Đức - Petra Geisler - Iceland - Goulaug Stella Brynjolfsdottir - Ấn Độ - Nalanda Ravindra Bhandar - Israel - Pazit Cohen - Nhật Bản - Junko Ueno - Panama - Vielka Mariana Marciac - Bồ Đào Nha - Teresa Alendouro Pinto |

## Thí sinh
| - Úc - Barbara Francisca Kendell - Áo - Isabella Haller - Bỉ - An Van Den Broeck - Bolivia - Maria Cristina Gómez - Brazil - Anna Glitz - Canada - Terry Lee Bailey - Colombia - Silvia Maritza Yunda Charry - Costa Rica - Mónica Zamora Velasco - Đan Mạch - Catharina Clausen - Anh - Karen Lesley Moore - Phần Lan - Tiina Johanna Kaarina Laine - Pháp - Corinne Terrason - Đức - Petra Geisler - Hy Lạp - Vivian Galanopoulou - Guam - Eleanor Benavente Umagat - Guatemala - Ilma Julieta Urrutia Chang - Hà Lan - Rosalie van Breemen - Honduras - Myrtice Elitha Hyde - Hồng Kông - Từ Uyển Vi - Iceland - Gudlaug Stella Brynjolfsdóttir - Ấn Độ - Nalanda Ravindra Bhandari - Ireland - Karen Curran - Israel - Pazit Cohen | - Ý - Monica Gallo - Jamaica - Kelly Anne O'Brien - Nhật Bản - Junko Ueno - Hàn Quốc - Kim Kyoung-ree - Malaysia - Jennifer Foong Sim Yong - Mexico - Adriana Margarita González García - New Zealand - Trudy Ann West - Quần đảo Bắc Mariana - Mary Celeste Sasakura Mendiola - Na Uy - Monika Lien - Panama - Vielka Mariana Marciac - Philippines - Maria Bella de la Peña Nachor - Bồ Đào Nha - Teresa Alendouro Pinto - Scotland - Siobhan Fowl - Singapore - Wong Leng - Tây Ban Nha - Soledad Marisol Pila Balanza - Thụy Điển - Gunilla Maria Kohlström - Thụy Sĩ - Gabrielle Amrein - Thái Lan - Pranee Meawnuam - Thổ Nhĩ Kỳ - Gamze Tuhadaroglu - Hoa Kỳ - Sandra Lee Percival - Venezuela - Miriam Leyderman - Wales - Jane Ann Riley - Zaire - Ngalula Wa Ntumba Bagisha |

## Chú ý

### Trở lại
| - Lần cuối tham gia vào năm 1969: - Jamaica - Lần cuối tham gia vào năm 1970: - Zaire (với tư cách là Cộng hoà Dân chủ Congo) | - Lần cuối tham gia vào năm 1971: - Guatemala - Panama - Lần cuối tham gia vào năm 1982: - Thụy Điển |

### Không tham gia
- Argentina - Fabiana Gómez
- Puerto Rico - Sandra Beauchamp Roche